# Бернардский, Евстафий Ефимович
Евста́фий Ефи́мович Берна́рдский, Берна́дский (1819, Новгородская губерния — 1889, Петербург) — русский рисовальщик и гравёр-ксилограф.

## Биография
Происходил из обедневшего дворянского рода. С 1843 — вольноприходящий ученик Академии художеств по классу исторической живописи. Выпущен в 1843 году со званием рисовального учителя, но живописью себя не прославил. Гравированию на дереве учился в 1840-42 годах в мастерской К. К. Клодта. Первые ксилографии Бернардского появляются в 1841 г. в «Художественной газете», где складывается его многолетнее творческое содружество с А. А. Агиным. Впоследствии гравирует рисунки для «Литературной газеты» (1844), альманахов «Физиология Петербурга» (1845), «Новоселье» (2-е изд., 1845), «Петербургский сборник» (1846), «Иллюстрированный альманах» (1848). Первоначальную известность обрёл как исполнитель гравюр по рисункам Г. Г. Гагарина для книги В. А. Соллогуба «Тарантас» (1845).
Наибольшую известность получила серия иллюстраций к поэме «Мёртвые души» Н. В. Гоголя, гравированная Бернардским в 1846—1847 с рисунков А. А. Агина. Первоначально издано 72 листа из 100; полностью альбом вышел только в 1892 году под названием «Сто рисунков к поэме Н. В. Гоголя „Мёртвые души“». Помимо Бернардского в гравировании иллюстраций принимали участие его ученики Ф. А. Бронников и П. З. Куренков. Уже в конце XIX-го века старые экземпляры этих гравюр ценились, как антиквариат, и продавались по 25 рублей за штуку, — то есть, весьма дорого.
- Ноздрёв
- Плюшкин
- Собакевич
- Дама просто приятная и дама, приятная во всех отношениях

В 1845—1849 годах примыкал к петрашевцам. В 1849 Бернардского привлекли к следствию по делу М. В. Петрашевского. Был оправдан, но успел два с половиной месяца провести в заключении. Эти события тяжело подействовали на впечатлительного художника.
Работа над изданием рисунков к «Мёртвым душам» — последняя крупная работа Бернардского. После выхода на свободу продолжает работать, но издания, в которых выходят его гравюры, уже не те, что были в начале 40-х годов («Тактика молодого мужчины, или Руководство к правильной и успешной атаке женских сердец», 1857). Высокую технику репродуцирования он демонстрирует в научных изданиях — археологических и прочих («Морской сборник»).
Сильно нуждаясь, в 1848-м году Бернадский обратился за пособием в Академию художеств и получил его; в 1850-м и в 1855-м годах он обращался за пособием снова, но получал отказ.
В 1863 г. открыл школу граверов.